# Peter Gwargis
Peter Gwargis (Sydney, 4 settembre 2000) è un calciatore svedese di origine irachena, centrocampista o attaccante del Duhok.

## Carriera
Nato a Sydney, in Australia, da genitori iracheni di etnia assira, Gwargis è arrivato in Svezia all'età di tre anni insieme alla sua famiglia ed è cresciuto presso Huskvarna, ovvero la parte orientale della cittadina svedese di Jönköping.
La sua prima squadra è stata l'IFK Öxnehaga, club con sede nell'area di Huskvarna. Dal 2014 ha fatto parte delle giovanili dell'Husqvarna FF, debuttando anche in prima squadra nel 2017 quando ha giocato 19 gare nella terza serie nazionale. Prima dell'inizio del precampionato della stagione 2018 si è trasferito allo Jönköpings Södra, la principale squadra del territorio comunale che all'epoca militava in Superettan, il secondo livello del calcio svedese: la sua permanenza nel club è stata tuttavia breve, poiché già nell'agosto 2018 è stato ceduto agli inglesi del Brighton. In terra britannica ha trascorso tre stagioni giocando prevalentemente nelle squadre giovanili del club, eccezion fatta per una presenza nella Coppa di Lega 2019-2020 e due nella Coppa di Lega 2020-2021.
Il 4 giugno 2021 è stato annunciato il suo ingaggio, valido a partire dal 1º luglio, da parte dei campioni di Svezia del Malmö FF. Nella rimanente parte dell'Allsvenskan 2021 ha collezionato cinque presenze, di cui una da titolare e quattro da subentrante, nella squadra che poi si è riconfermata vincitrice del titolo nazionale.
Nel 2022, per giocare con continuità, è tornato a disputare la seconda serie nazionale, con il prestito annuale al suo vecchio club dello Jönköpings Södra. Dopo aver cominciato la Superettan 2022 con due gol nelle prime due giornate, nel primo tempo della terza giornata di campionato in trasferta sul campo del Brage ha rimediato un grave infortunio al legamento crociato che gli ha fatto chiudere anzitempo la stagione.
Una volta ristabilitosi, nel febbraio 2023 il Malmö FF lo ha ceduto nuovamente in prestito annuale, questa volta al Degerfors. Alla penultima giornata dell'Allsvenskan 2023, nel pareggio esterno per 2-2 del 5 novembre sul campo dell'Elfsborg, Gwargis ha segnato il suo primo gol nella massima serie: nonostante il Degerfors sia retrocesso matematicamente al termine di quella partita, si è trattato di un gol fondamentale per l'esito del campionato, visto che lo stop rifilato all'Elfsborg ha permesso alla sua società di appartenenza, appunto il Malmö FF, di rimanere in corsa per il titolo, con l'ultima giornata che ha poi visto proprio lo scontro diretto tra le due contendenti vinto dal Malmö che si è dunque laureato campione di Svezia.
Prima dell'inizio del campionato 2024, a marzo, è stato oggetto di un nuovo prestito da parte del Malmö FF, che lo ha girato questa volta all'Örebro nella seconda serie nazionale per l'intera stagione. La sua permanenza in bianconero, nella quale ha messo a segno un gol e un assist in quindici partite, si è però interrotta il 2 settembre 2024, giorno in cui il Malmö ha comunicato la cessione di Gwargis a titolo definitivo agli iracheni del Duhok.

## Palmarès

### Club

#### Competizioni nazionali
- Campionato svedese: 1

Malmö: 2021